# دهستان گلابر
گلابر، دهستانی است از توابع بخش مرکزی شهرستان ایجرود در استان زنجان ایران.

## جمعیت
براساس سرشماری سال ۱۳۸۵ جمعیت آن ۱۳٬۶۴۴ نفر (۳٬۴۳۳ خانوار) بوده‌است.